# Indios Bravos (album)
Indios Bravos – czwarta płyta zespołu Indios Bravos wydana w 2009 roku.

## Lista utworów
1. A kiedy dnia pewnego
2. Piekło z niebem
3. Na początku jest na...
4. Ja to Ty
5. Tanie gadanie
6. Dziś to wiem
7. Stary pan czas
8. Dzień dzisiejszy
9. Wyjątkowo ważna
10. Nie wiem

## Skład
- Piotr Gutkowski – śpiew
- Piotr Banach – gitara, instrumenty perkusyjne, muzyka, słowa, produkcja
- Krzysztof Sak – gitara
- Marcin Łuczyński – instrumenty klawiszowe
- Ryszard Łabul – gitara basowa
- Lech Grochala – perkusja
- Leszek Kamiński – realizacja, produkcja